# Benjamin Karl
Benjamin Martin Karl (Sankt Pölten, 16 oktober 1985) is een Oostenrijkse snowboarder. Hij vertegenwoordigde zijn vaderland op de Olympische Winterspelen 2010 in Vancouver, op de Olympische Winterspelen 2014 in Sotsji, op de Olympische Winterspelen 2018 in Pyeongchang en op de Olympische Winterspelen 2022 in Peking.

## Carrière
Karl maakte zijn wereldbekerdebuut in januari 2004 in Bad Gastein, dertien maanden later scoorde hij in Maribor zijn eerste wereldbekerpunten. In maart 2006 behaalde de Oostenrijker in Sint-Petersburg zijn eerste toptienklassering. In januari 2008 stond Karl in Bad Gastein voor de eerste maal op het podium van een wereldbekerwedstrijd, een maand later boekte hij in Sungwoo zijn eerste wereldbekerzege. Aan het eind van het seizoen 2007/2008 wist de Oostenrijker zowel de wereldbeker parallel als de wereldbeker algemeen op zijn naam te schrijven. Op de FIS wereldkampioenschappen snowboarden 2009 in Gangwon veroverde Karl de wereldtitel op de parallelslalom, op de parallelreuzenslalom eindigde hij op de vierde plaats. Tijdens de Olympische Winterspelen van 2010 in Vancouver sleepte de Oostenrijker de zilveren medaille in de wacht op de parallelreuzenslalom. Aan het eind van het seizoen 2009/2010 wist hij wederom zowel de wereldbeker parallel als de wereldbeker algemeen op zijn naam te schrijven. 
In 2011 werd hij wereldkampioen op zowel de parallelslalom als de parallelreuzenslalom. In het eind van het seizoen 2010/2011 schreef de Oostenrijker voor de derde maal zowel de wereldbeker parallel als de wereldbeker algemeen op zijn naam. Op de FIS wereldkampioenschappen snowboarden 2013 in Stoneham prolongeerde Karl zijn wereldtitel op de parallelreuzenslalom, op de parallelslalom eindigde hij op de zesde plaats. Tijdens de Olympische Winterspelen van 2014 in Sotsji veroverde de Oostenrijker de bronzen medaille op de parallelslalom, op de parallelreuzenslalom eindigde hij op de tiende plaats.
In Kreischberg nam hij deel aan de FIS wereldkampioenschappen snowboarden 2015. Op dit toernooi sleepte hij de bronzen medaille in de wacht op de parallelreuzenslalom, op de parallelslalom eindigde hij op de tiende plaats. Op de FIS wereldkampioenschappen snowboarden 2017 in de Spaanse Sierra Nevada behaalde Karl de zilveren medaille op zowel de parallelslalom als de parallelreuzenslalom. Tijdens de Olympische Winterspelen van 2018 in Pyeongchang eindigde de Oostenrijker als vijfde op de parallelreuzenslalom.
In Park City nam hij deel aan de FIS wereldkampioenschappen snowboarden 2019. Op dit toernooi eindigde hij als elfde op de parallelslalom, op de parallelreuzenslalom werd hij gediskwalificeerd. Op de FIS wereldkampioenschappen snowboarden 2021 werd Karl wereldkampioen op de parallelslalom, op de parallelreuzenslalom eindigde hij op de 26e plaats. 

## Resultaten

### Olympische Spelen
| Jaar | Plaats      | Resultaten                                |
| ---- | ----------- | ----------------------------------------- |
| 2010 | Vancouver   | Parallelreuzenslalom                      |
| 2014 | Sotsji      | Parallelslalom · 10e Parallelreuzenslalom |
| 2018 | Pyeongchang | 5e Parallelreuzenslalom                   |
| 2022 | Peking      | Parallelreuzenslalom                      |

### Wereldkampioenschappen
| Jaar | Plaats        | Resultaten                                                         |
| ---- | ------------- | ------------------------------------------------------------------ |
| 2009 | Gangwon       | Parallelslalom · 4e Parallelreuzenslalom                           |
| 2011 | La Molina     | Parallelslalom · Parallelreuzenslalom                              |
| 2013 | Stoneham      | 6e Parallelslalom · Parallelreuzenslalom                           |
| 2015 | Kreischberg   | 10e Parallelslalom · Parallelreuzenslalom                          |
| 2017 | Sierra Nevada | Parallelslalom · Parallelreuzenslalom                              |
| 2019 | Park City     | 11e Parallelslalom DSQ Parallelreuzenslalom                        |
| 2021 | Rogla         | Parallelslalom · 26e Parallelreuzenslalom                          |
| 2023 | Bakoeriani    | 32e Parallelslalom 4e Parallelreuzenslalom                         |
| 2025 | Engadin       | 13e Parallelslalom 9e Parallelreuzenslalom 33e Parallelslalom team |

### Wereldbeker
Eindklasseringen
| Seizoen   | Algm  | PAR    | PSL | PGS    |
| --------- | ----- | ------ | --- | ------ |
| 2004/2005 | –     | 63e    | –   | –      |
| 2005/2006 | 50e   | 18e    | –   | –      |
| 2006/2007 | 40e   | 21e    | –   | –      |
| 2007/2008 | Goud  | Goud   | –   | –      |
| 2008/2009 | Brons | Zilver | –   | –      |
| 2009/2010 | Goud  | Goud   | –   | –      |
| 2010/2011 | Goud  | Goud   | –   | –      |
| 2011/2012 | –     | Brons  | –   | –      |
| 2012/2013 | –     | 19e    | 26e | 15e    |
| 2013/2014 | –     | 9e     | 10e | 10e    |
| 2014/2015 | –     | 5e     | 16e | 7e     |
| 2015/2016 | –     | 10e    | 9e  | Brons  |
| 2016/2017 | –     | Brons  | 14e | Brons  |
| 2017/2018 | –     | 12e    | 44e | Brons  |
| 2018/2019 | –     | 9e     | 13e | 6e     |
| 2019/2020 | –     | 5e     | 29e | Zilver |

Wereldbekerzeges
| Datum            | Plaats            | Onderdeel            |
| ---------------- | ----------------- | -------------------- |
| 17 februari 2008 | Sungwoo           | Parallelreuzenslalom |
| 8 maart 2008     | Stoneham          | Parallelreuzenslalom |
| 10 oktober 2008  | Landgraaf         | Parallelslalom       |
| 22 februari 2009 | Stoneham          | Parallelreuzenslalom |
| 26 februari 2009 | Sunday River      | Parallelreuzenslalom |
| 9 oktober 2009   | Landgraaf         | Parallelslalom       |
| 24 januari 2010  | Stoneham          | Parallelreuzenslalom |
| 13 maart 2010    | Valmalenco        | Parallelreuzenslalom |
| 10 december 2010 | Limone Piemonte   | Parallelreuzenslalom |
| 9 januari 2011   | Bad Gastein       | Parallelslalom       |
| 9 februari 2011  | Yongpyong         | Parallelslalom       |
| 20 februari 2011 | Stoneham          | Parallelreuzenslalom |
| 15 december 2011 | Telluride         | Parallelreuzenslalom |
| 22 december 2011 | Carezza           | Parallelslalom       |
| 15 december 2016 | Carezza           | Parallelreuzenslalom |
| 21 januari 2018  | Rogla             | Parallelreuzenslalom |
| 29 februari 2020 | Blue Mountain     | Parallelreuzenslalom |
| 17 december 2020 | Carezza           | Parallelreuzenslalom |
| 26 januari 2023  | Blue Mountain     | Parallelreuzenslalom |
| 16 december 2023 | Cortina d'Ampezzo | Parallelreuzenslalom |
| 13 januari 2024  | Scuol             | Parallelreuzenslalom |
| 25 januari 2024  | Rogla             | Parallelreuzenslalom |